# Ruszów (województwo lubelskie)
Ruszów – wieś w Polsce położona w województwie lubelskim, w powiecie zamojskim, w gminie Łabunie. Leży w staropolskim powiecie grabowieckim.
| SIMC    | Nazwa                 | Rodzaj    |
| ------- | --------------------- | --------- |
| 0893446 | Bilskie               | część wsi |
| 0893475 | Nowiny                | część wsi |
| 0893498 | Przecięcie Południowe | część wsi |
| 0893506 | Przecięcie Północne   | część wsi |
| 0893529 | Wołyń                 | część wsi |

W latach 1975–1998 miejscowość położona była w województwie zamojskim. Obecnie wieś położona jest na zachodnim skraju gminy Łabunie.
Wieś jest sołectwem w gminie Łabunie. Według Narodowego Spisu Powszechnego z roku 2011 wieś liczyła 513 mieszkańców.
Wierni Kościoła rzymskokatolickiego należą do parafii Matki Bożej Szkaplerznej i św. Dominika w Łabuniach.

## Historia
W 1864 wieś należała do Oleśnickich z Oleśnik. Miała podówczas 8, 25 łana (138, 6 ha) gruntów uprawnych. Według spisu z 1880 r. wieś liczyła 57 domów i 524 mieszkańców. Spis z 1921 pokazuje już liczbę 149 domów oraz 877 mieszkańców, w tym 25 Żydów i 9 Ukraińców. Ruszów rozciąga się w dolinie, gdzie kiedyś znajdowały się bagna. Dawne legendy o wsi mówią, że kiedyś wszystko się tam ruszało. Stąd też pochodzi nazwa wioski.
W 1915 przez Ruszów przebiegała austriacka kolej wąskotorowa o szerokości 600 mm, łącząca: Bełżec, Tomaszów Lubelski, Zamość, Wólkę Orłowską, Krasnystaw, Trawniki, o długości 118,5 km. Wzdłuż torów była linia telefoniczna. Z uwagi na pofałdowanie terenu kolej prowadzono w wąwozach i na wiaduktach. Służyła dla zaopatrzenia niemieckiego wojska, dziennie przewożono ok. 1000 ton zaopatrzenia dla armii, w drodze powrotnej zabierano rannych żołnierzy. Budowało ją 12 Kompanii Budowy Kolei (ok. 1560 osób) oraz kilka tysięcy jeńców rosyjskich. Kolej ta wybudowana została jeszcze przed powstaniem szlaku normalnotorowego Rejowiec – Zawada – Bełżec. Pomiędzy Zamościem i Krasnymstawem kolejka ta zbudowana została na nasypie po kolejce carskiej Chełm – Zwierzyniec, którą uprzednio zdemontowali sami Rosjanie. Na trasie tej kolejki, w pobliżu Ruszowa, a konkretnie od strony Nowin, znajdował się potężny na owe czasy drewniany wiadukt o długości 150 m i wysokości 14 m. Był to największy wiadukt na całej trasie tej kolei. Kolejkę z Trawnik zamknięto w 1916 a drewniany wiadukt zdemontowano.
Podczas II wojny światowej 12 grudnia 1942 Ruszów został wysiedlony przez Niemców. Ludność w większości wywożona była na Rotundę Zamojską, do Majdanka pod Lublinem oraz do wielu innych hitlerowskich obozów zagłady. Silniejsi mężczyźni wywożeni byli na roboty przymusowe w głąb III Rzeszy. Na miejsce tych ludzi tereny te były zasiedlane przez niemieckich kolonistów, zarządzanych przez służby SS. Akcja pacyfikacyjna zahamowana została przez wkroczenie Armii Czerwonej. Duże znaczenie miały też akcje odwetowe ze strony polskich partyzantów Batalionów Chłopskich, Armii Krajowej, Gwardii Ludowej oraz rajdowych oddziałów partyzantki radzieckiej.

## Podział wsi i obiekty fizjograficzne
Wieś ta składa się z kilku integralnych części:
- Bilskie, położone w okolicy siedmiu hodowlanych stawów rybnych;
- Stara Wieś, zasiedlona wzdłuż łąk i pastwisk;
- Wołyń, będący obecnie centralną częścią wioski, położony wzdłuż drogi łączącej Łabunie z Białowolą, od krzyżówki do Kolonii Ruszów;
- Przecięcie Północne, leżące prostopadle do polnej drogi Ruszów – Wierzbie;
- Przecięcie Południowe, położone prostopadle do asfaltowej drogi do lasu;
- Podlas, położony wzdłuż lasu;
- Nowiny, zasiedlone przez kilka rodzin na górach pomiędzy Ruszowem i Majdanem Ruszowskim;
- Łubinstok, leżący wzdłuż drogi łączącej Łabunie z Białowolą, od krzyżówki w kierunku Łabuń;
- Gościniec, położony przy tej samej drodze, lecz bliżej Kolonii Łabunie.

## Turystyka
Jadąc do Ruszowa od Łabuń po lewej stronie ciągnie się liściasto-iglasty las i wzgórza skraju Roztocza, po prawej zaś łąki i dolina Starej Wsi wraz ze wzniesieniem przysłaniającym sąsiednią wioskę, Wierzbie. Spacerując po wzgórzach Nowin zobaczyć można panoramę okolicy. W kierunku północnym widoczne jest miasto Zamość, na wschód zaś wieś gminna Łabunie, wraz z zabytkowym kościołem i pałacem Ordynacji Zamojskiej, obecnie zasiedlonym przez Zakon Sióstr Franciszkanek Misjonarek Maryi. W Łabuniach znajduje się również Państwowy Dom Dziecka w dawnym dworze hrabiego Aleksandra Szeptyckiego.
Na terenie łąk położonych przy Starej Wsi tryska z ziemi źródło o nazwie Krynica. Krystalicznie czysta woda przepływa wzdłuż siedmiu hodowlanych stawów rybnych, wpadając później do rzeki Łabuńki.

## Osoby związane z Ruszowem
- Teresa Ferenc – poetka, pisarka oraz matka Anny Janko
- Edward Michoński – działacz ludowy, komendant Batalionów Chłopskich podokręgu Zamość
- Jan Szozda – poeta ludowy